# 董仲舒墓
董仲舒墓是西汉大儒董仲舒的墓葬，位于陕西省西安市碑林区和平门内下马陵（亦称虾蟆陵）。董仲舒墓占地约4.5亩，现存圆丘形封土，底径6米，高2.5米，墓前立墓碑一通，墓后数米是一座六角凉亭，并有近代建祠堂三间。
据记载汉武帝出于对董仲舒的尊敬，每次经过董仲舒墓，都要下马，民间就称此为下马陵。唐人韦述的《两京记》中对此也有记载：“汉武帝至墓前下马，故曰下马陵”。
陕西省人民委员会于1956年8月6日将董仲舒祠墓公布为陕西省第一批重点文物保护单位。

## 保护情况
1949年以前董仲舒的后裔曾在董墓中发现汉简，因不认识文字又复埋简于墓中，而陵园长期被胡宗南作为官邸。1987年拨款修葺，1989年增建了陵园门楼。
因为董仲舒墓位于兰州军区西安和平路干休所内，正殿长期被作为老干部活动中心使用，后被出租做摄影室，所以不对游人开放。

## 关于墓葬位置的争议
尽管文物保护部门认定和平门内为董仲舒墓在所在，但对于董仲舒墓的位置一直都存在不同意见。
有观点认为董仲舒墓位于现西安交通大学校园内，以唐长安城长乐坊的蛤蟆陵为董仲舒墓址。唐人韦述的《两京记》，唐元和年间李肇的《唐国史补》，北宋时期的宋敏求的《长安志》，元代骆天骧的《类编长安志》，明代《大明一统志》中均持此种观点。
亦有观点认为董仲舒墓址应在陕西兴平县茂陵随葬，北宋时期《太平寰宇记》，《兴平县志》持此观点。根据《汉书·董仲舒传》记载：董仲舒“年老，以寿终于家。家徙茂陵。”近代以来，考证认为董仲舒随葬于茂陵的观点开始增多。
认为董仲舒墓应位于和平门的说法是自明代以来的官方观点。1607年的《关中陵墓志》，乾陵年间的《陕西通志》和嘉庆年间的《咸宁县志》都认为董仲舒墓址位于胭脂坡（现和平门内）。但是据学者考证，现在和平门内的董仲舒墓是在明代嘉靖年间，陕西巡按都御史赵廷锡将城外“蝦蟆陵”处董子祠移建于西安城内今和平门内西侧路北，并在祠后起冢为坟，称作董仲舒墓。康熙六年，咸宁知县黄家鼎在此重建祠堂三间，并在大门外立石，上书“下马陵”三字，门额刻“董子祠”三字。

## 传说
传说明朝初年，朱樉为秦王驻守关中，在重建长安城时，下令把“下马陵”拒之城外。长安城建好后，“下马陵”不知怎么搞的仍在城内。朱樉十分恼怒，杀了监工不说，又下令把建好的南城墙拆掉，在“下马陵”以北重新修建。3年后，工程告竣，当朱樉再次巡查时，“下马陵”还在城里。如此反复，“下马陵”始终在城内。因为朱樉屡次北移南城墙，使长安城的南大街越来越短。一直到现在，南大街成了四条大街中最短的一条大街。